# Sima Shi
En aquest nom xinès, el cognom és Sima.
Sima Shi (208-255 EC), nom estilitzat Ziyuan (子元), va ser un oficial de Cao Wei durant l'era dels Tres Regnes de la història xinesa. En el 249, ell va ajudar el seu pare Sima Yi en l'enderrocament del regent de l'emperador Cao Fang Cao Shuang, permetent a la família Sima convertir-se en l'autoritat suprema dins de l'imperi. Ell heretaria l'autoritat del seu pare després del decés d'aquest en el 251.
Sima Shi va mantenir un estret control sobre l'escena política, i quan l'emperador Cao Fang en va considerar d'actuar en contra seu en el 254, ell va deposar Cao Fang i el substituí pel seu cosí Cao Mao. Aquest control ferm al final li va permetre, en el moment de la seva mort en el 255, la transició del seu poder cap al seu germà petit Sima Zhao, el fill del qual (Sima Yan) acabaria usurpant el tron i establint la Dinastia Jin.
Després que Sima Yan va esdevenir emperador, ell, reconeixent el paper de Sima Shi en el seu propi estatus imperial, honorà a títol pòstum al seu oncle com l'Emperador Jing de Jin (晉景帝), amb el nom de temple de Shizong (世宗).